# L'Honor-de-Cos
Pour les articles homonymes, voir Cos.
L'Honor-de-Cos est une commune française située dans le département de Tarn-et-Garonne, en région Occitanie.
Sur le plan historique et culturel, cette commune fait partie du pays traditionnel du Quercy Blanc (partie méridionale du Quercy), dont le nom vient des calcaires lacustres de l'ère tertiaire.
Exposée à un climat océanique altéré, elle est arrosée principalement par l'Aveyron et a un patrimoine naturel important : un site Natura 2000 (les « vallées du Tarn, de l'Aveyron, du Viaur, de l'Agout et du Gijou »), un espace protégé (le « cours de la Garonne, de l'Aveyron, du Viaur et du Tarn ») et trois zones naturelles d'intérêt écologique, faunistique et floristique.
Située dans l'aire d'attraction de Montauban, L'Honor-de-Cos est une commune rurale qui, en 2022, comptait 1 608 habitants, appelés Honorois ou  Honoroises.

## Géographie

### Situation
Le village centre de L'Honor-de-Cos (Léribosc) est situé à environ 12 km au nord de Montauban, chef-lieu du département, 20 km au sud-ouest de Caussade et 20 km à l'est de Moissac. Le chef-lieu du Lot, Cahors, qui est aussi la ville principale du Quercy, est à environ 30 km au nord.

### Communes limitrophes
Les communes limitrophes sont  Albias, Lamothe-Capdeville, Mirabel, Montauban, Piquecos et Puycornet.
|           | Puycornet          |         |
| Piquecos  | L'Honor-de-Cos     | Mirabel |
| Montauban | Lamothe-Capdeville | Albias  |

### Hameaux et lieudits
La commune comporte cinq villages principaux qui ont chacun été une paroisse et sont donc pourvus d'une église : Léribosc (village-centre), où se trouve la mairie, Saint-Pierre d'Angayrac au nord, Aussac à l'est, Loubéjac au sud, Belpech à l'ouest.
On trouve aussi divers lieudits, comme Biarnais, Boisfargues, Rigal, Breil, Ruquet, Reilles, Les Tapies, Musses, etc.
Le territoire de la commune atteint l'Aveyron par une excroissance (presque une exclave) située au sud-est d'Aussac, excroissance qui sur environ un kilomètre a une largeur de moins de cinquante mètres, entre la route d'Aussac, qui constitue la limite avec Lamothe-Capdeville, et le ruisseau de Samaros, qui constitue la limite avec Mirabel.

### Hydrographie

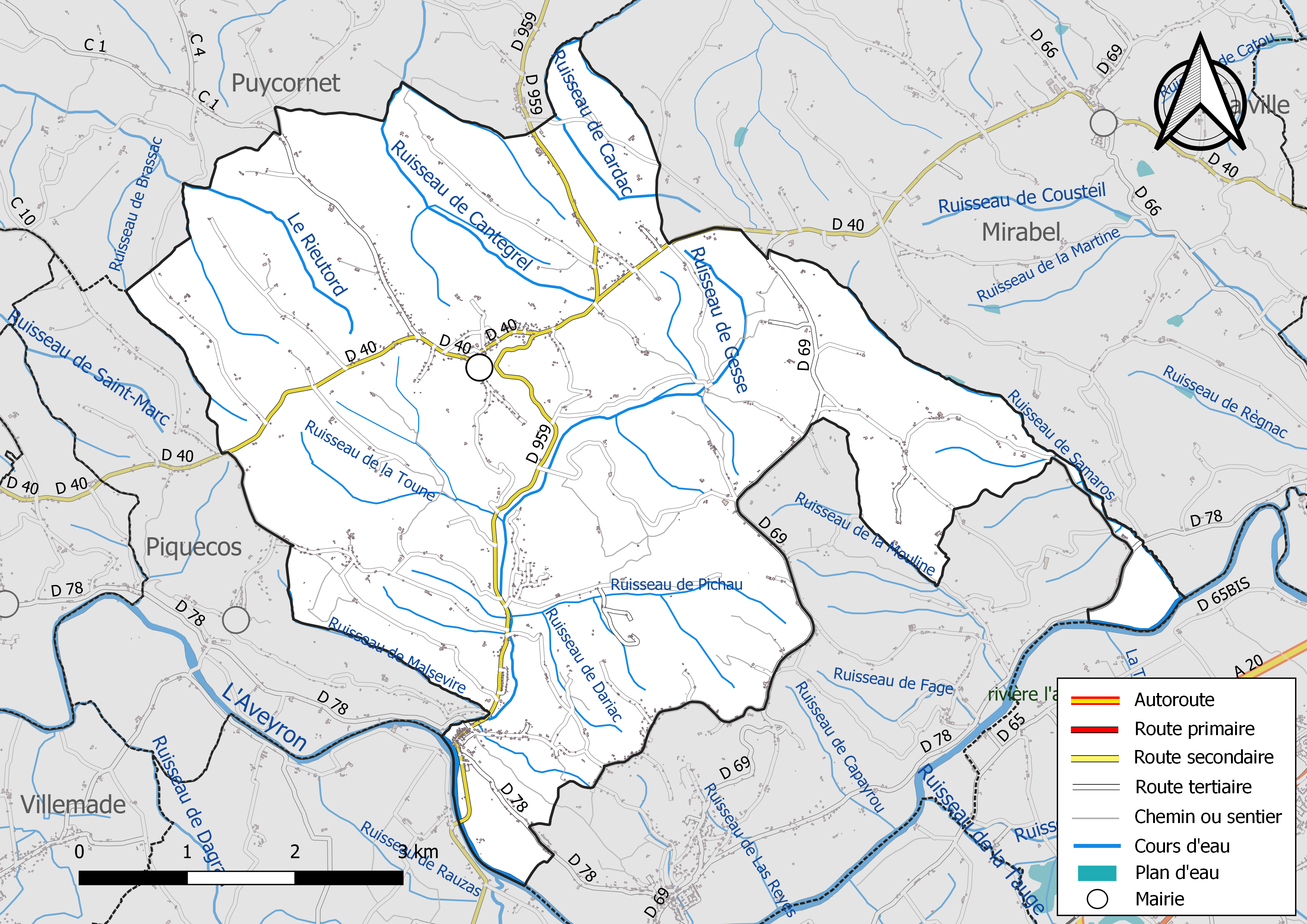
Réseaux hydrographique et routier de l'Honor-de-Cos.

La commune se trouve dans bassin versant de la Garonne et le bassin hydrographique Adour-Garonne.
Elle est arrosée par l'Aveyron, le Rieutort, les ruisseaux de Cantegrel, de Cardac, de Gesse, de Brassac, de Dariac, de la Mouline, de la Toune, de Malsevire, de Pichau, de Samaros et par quelques petits cours d'eau, qui au total constituent un réseau hydrographique de 44 km de longueur,.
L'Aveyron (291 km) prend sa source dans la commune de Sévérac d'Aveyron (Aveyron) et coule d'est en ouest, confluant avec le Tarn à Barry-d'Islemade, après avoir traversé 60 communes. Il longe la commune de L'Honor-de-Cos en deux tronçons : à l'est d'Aussac, il constitue la limite avec Albias ; en amont de Loubéjac, il constitue la limite avec Montauban.

### Climat
Pour des articles plus généraux, voir Climat de l'Occitanie et Climat de Tarn-et-Garonne.
En 2010, le climat de la commune est de type climat du Bassin du Sud-Ouest, selon une étude du Centre national de la recherche scientifique s'appuyant sur une série de données couvrant la période 1971-2000. En 2020, Météo-France publie une typologie des climats de la France métropolitaine dans laquelle la commune est exposée à un climat océanique altéré et est dans la région climatique Aquitaine, Gascogne, caractérisée par une pluviométrie abondante au printemps, modérée en automne, un faible ensoleillement au printemps, un été chaud (19,5 °C), des vents faibles, des brouillards fréquents en automne et en hiver et des orages fréquents en été (15 à 20 jours).
Pour la période 1971-2000, la température annuelle moyenne est de 13,1 °C, avec une amplitude thermique annuelle de 15,9 °C. Le cumul annuel moyen de précipitations est de 790 mm, avec 10,3 jours de précipitations en janvier et 5,9 jours en juillet. Pour la période 1991-2020, la température moyenne annuelle observée sur la station météorologique de Météo-France la plus proche, « Saint-Vincent », sur la commune de Saint-Vincent-d'Autéjac à 11 km à vol d'oiseau, est de 13,9 °C et le cumul annuel moyen de précipitations est de 771,1 mm. 
La température maximale relevée sur cette station est de 41,5 °C, atteinte le 23 août 2023 ; la température minimale est de −13 °C, atteinte le 9 février 2012,,.
Les paramètres climatiques de la commune ont été estimés pour le milieu du siècle (2041-2070) selon différents scénarios d'émission de gaz à effet de serre à partir des nouvelles projections climatiques de référence DRIAS-2020. Ils sont consultables sur un site dédié publié par Météo-France en novembre 2022.

### Milieux naturels et biodiversité

#### Espaces protégés
La protection réglementaire est le mode d’intervention le plus fort pour préserver des espaces naturels remarquables et leur biodiversité associée,.
Un  espace protégé est présent sur la commune : 
le « cours de la Garonne, de l'Aveyron, du Viaur et du Tarn », objet d'un arrêté de protection de biotope, d'une superficie de 1 262,3 ha.

#### Réseau Natura 2000

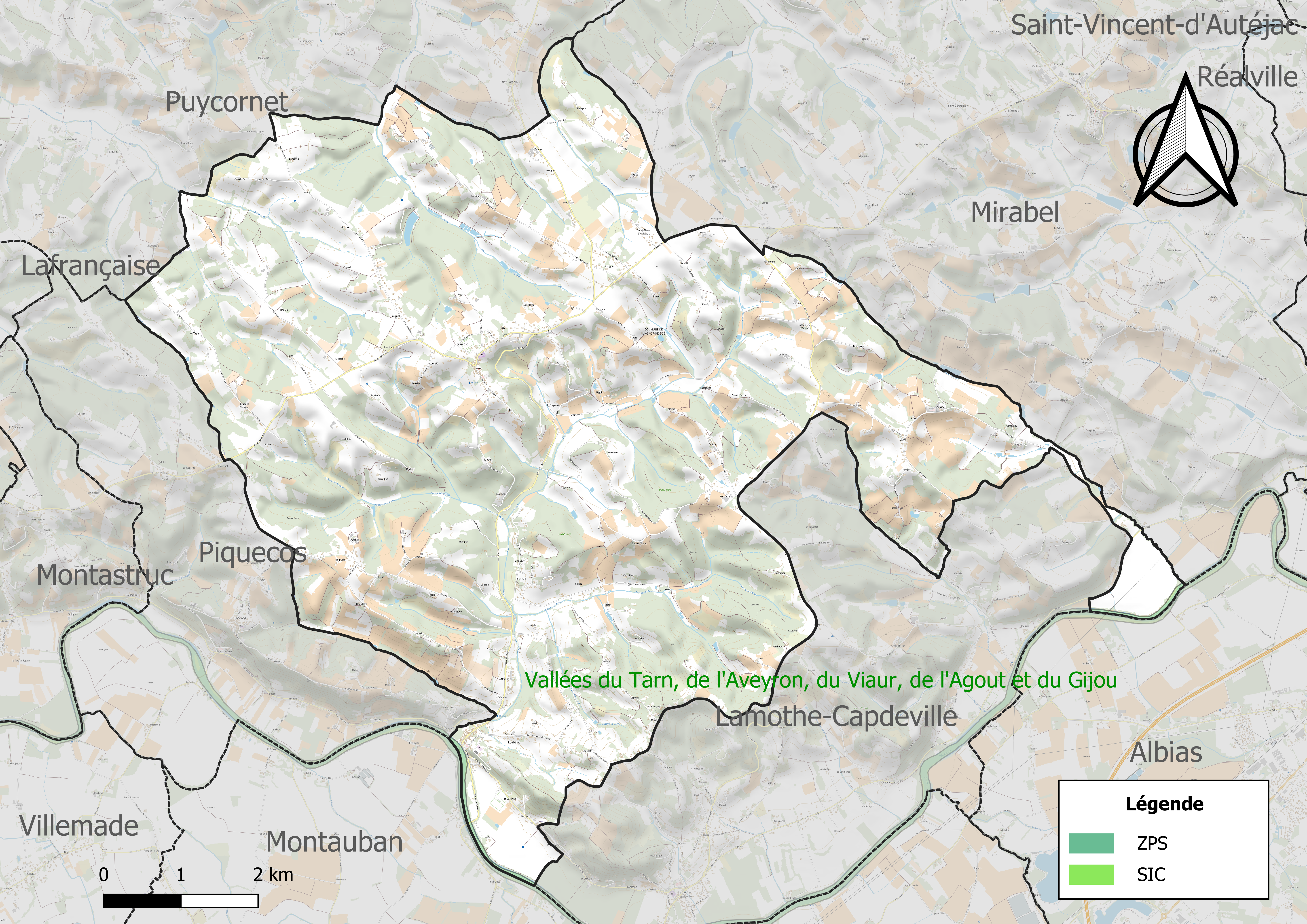
Site Natura 2000 sur le territoire communal.

Le réseau Natura 2000 est un réseau écologique européen de sites naturels d'intérêt écologique élaboré à partir des directives habitats et oiseaux, constitué de zones spéciales de conservation (ZSC) et de zones de protection spéciale (ZPS).
Un site Natura 2000 a été défini sur la commune au titre de la directive habitats : Les « vallées du Tarn, de l'Aveyron, du Viaur, de l'Agout et du Gijou », d'une superficie de 17 144 ha, s'étendant sur 136 communes dont 41 dans l'Aveyron, 8 en Haute-Garonne, 50 dans le Tarn et 37 dans le Tarn-et-Garonne. Elles présentent une très grande diversité d'habitats et d'espèces dans ce vaste réseau de cours d'eau et de gorges. La présence de la Loutre d'Europe et de la moule perlière d'eau douce est également d'un intérêt majeur.

#### Zones naturelles d'intérêt écologique, faunistique et floristique
L’inventaire des zones naturelles d'intérêt écologique, faunistique et floristique (ZNIEFF) a pour objectif de réaliser une couverture des zones les plus intéressantes sur le plan écologique, essentiellement dans la perspective d’améliorer la connaissance du patrimoine naturel national et de fournir aux différents décideurs un outil d’aide à la prise en compte de l’environnement dans l’aménagement du territoire.
Deux ZNIEFF de type 1 sont recensées sur la commune :
la « rivière Aveyron » (3 500 ha), couvrant 63 communes dont 38 dans l'Aveyron, cinq dans le Tarn et 20 dans le Tarn-et-Garonne, et 
les « terrasses de Loubajac et de Lamothe Capdeville » (64 ha), couvrant 2 communes du département
et une ZNIEFF de type 2, : 
la « vallée de l' Aveyron » (14 644 ha), couvrant 68 communes dont 41 dans l'Aveyron, cinq dans le Tarn et 22 dans le Tarn-et-Garonne.

Carte des ZNIEFF de type 1 et 2 à L'Honor-de-Cos.
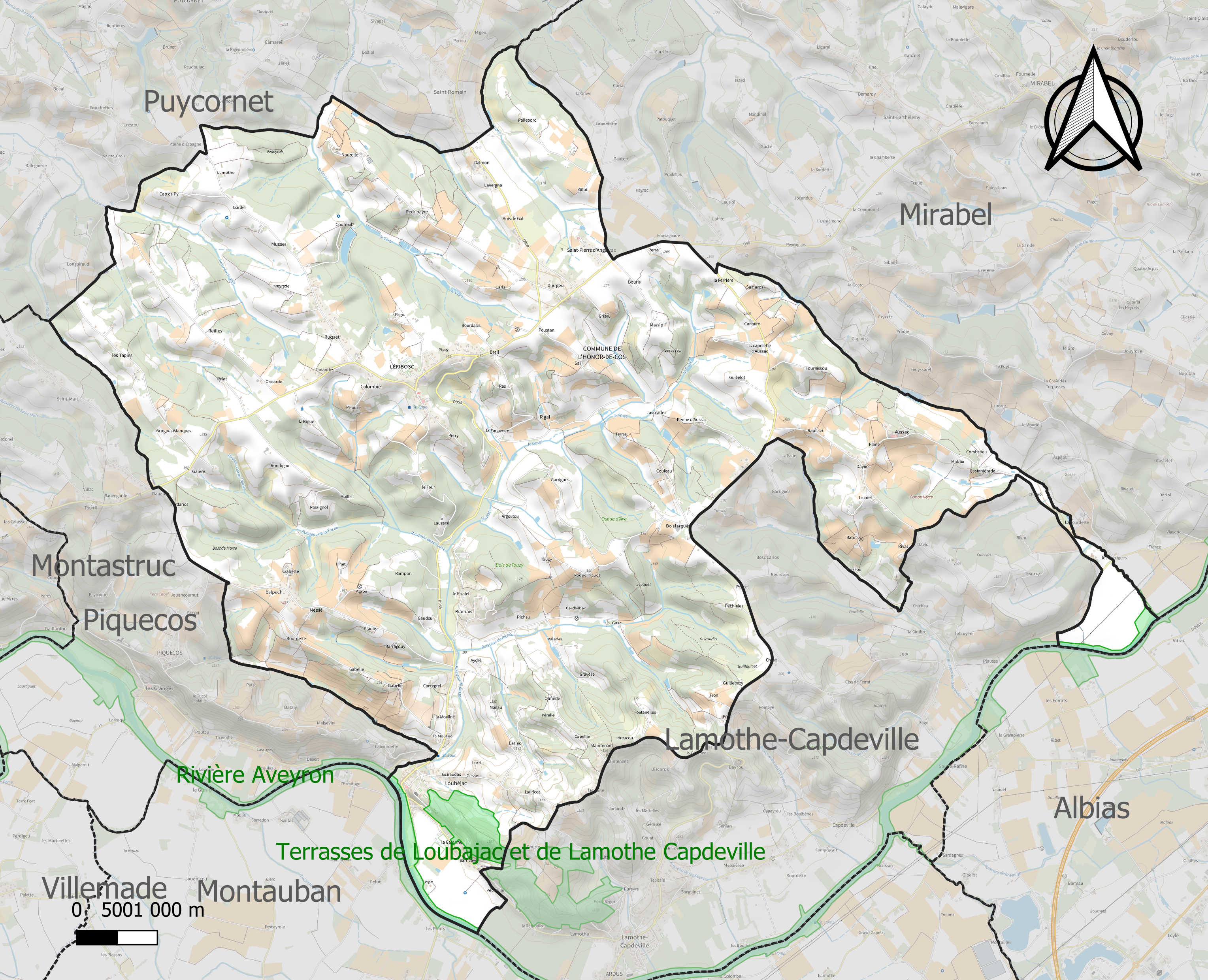
Carte des ZNIEFF de type 1 sur la commune.
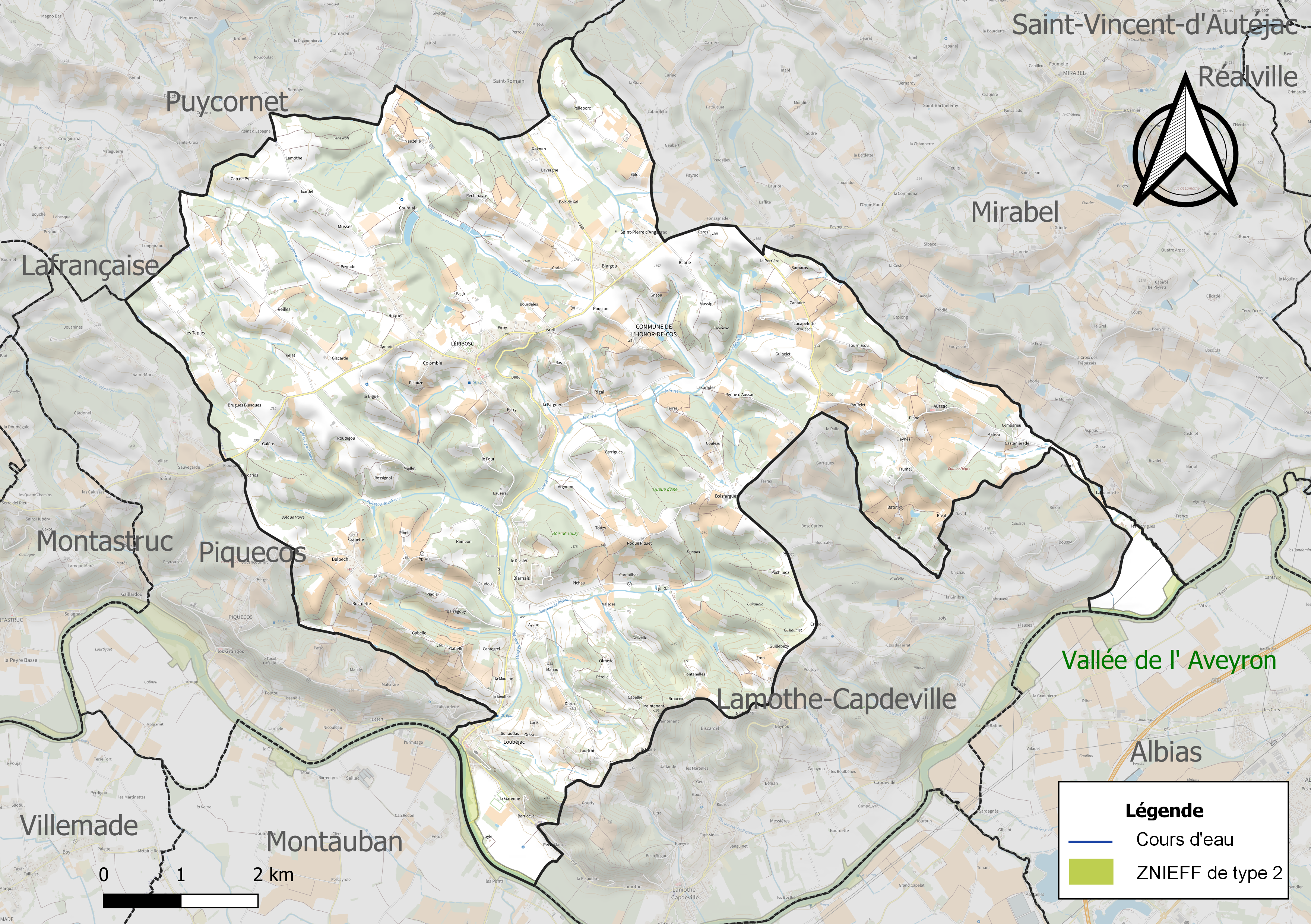
Carte de la ZNIEFF de type 2 sur la commune.

## Urbanisme

### Typologie
Au 1er janvier 2024, L'Honor-de-Cos est catégorisée commune rurale à habitat dispersé, selon la nouvelle grille communale de densité à sept niveaux définie par l'Insee en 2022.
Elle est située hors unité urbaine. Par ailleurs la commune fait partie de l'aire d'attraction de Montauban, dont elle est une commune de la couronne,. Cette aire, qui regroupe 50 communes, est catégorisée dans les aires de 50 000 à moins de 200 000 habitants,.

### Occupation des sols

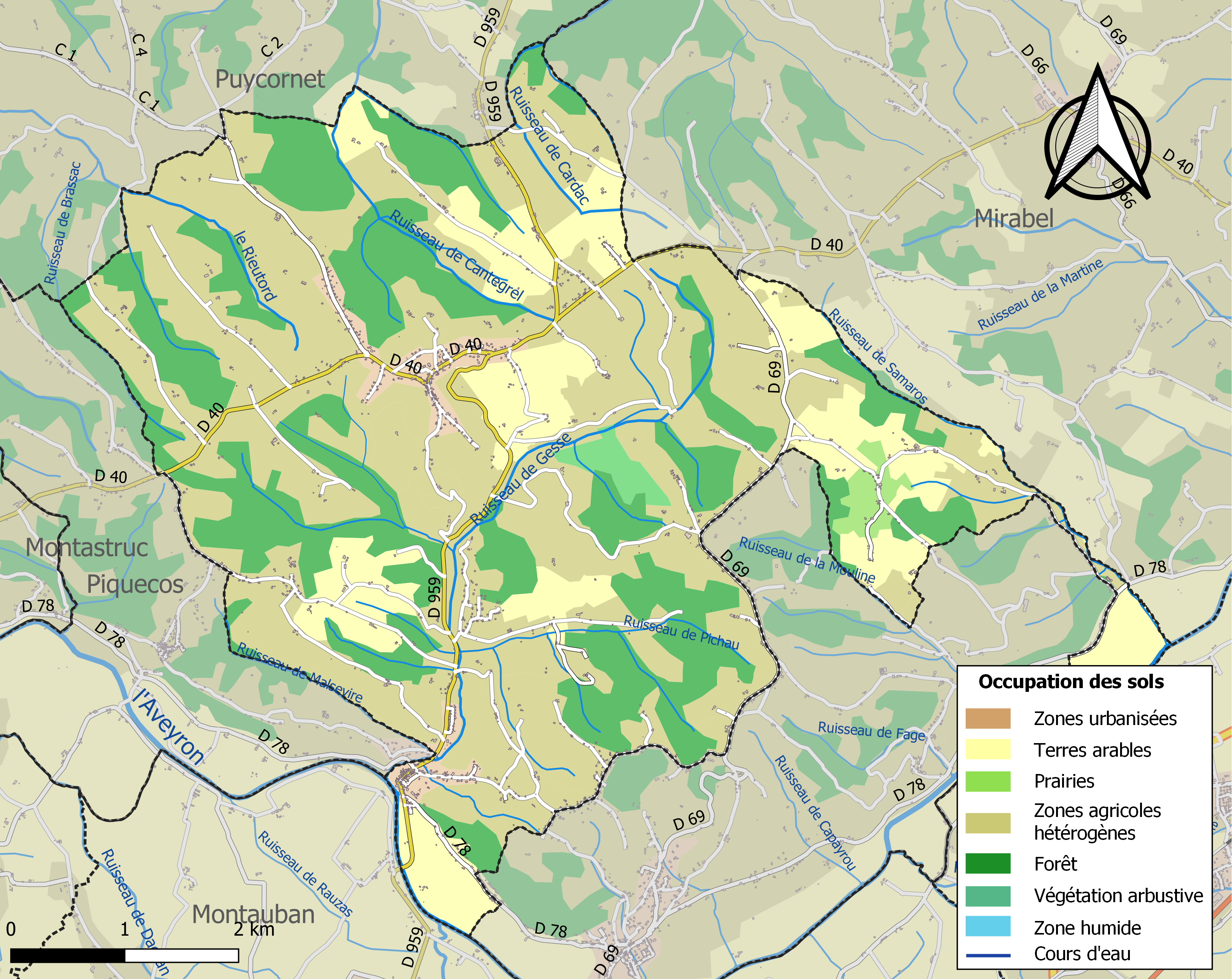
Carte des infrastructures et de l'occupation des sols de la commune en 2018 (CLC).

L'occupation des sols de la commune, telle qu'elle ressort de la base de données européenne d’occupation biophysique des sols Corine Land Cover (CLC), est marquée par l'importance des territoires agricoles (70,6 % en 2018), en diminution par rapport à 1990 (74,1 %). La répartition détaillée en 2018 est la suivante : 
zones agricoles hétérogènes (53,8 %), forêts (25,8 %), cultures permanentes (14,7 %), zones urbanisées (2,7 %), terres arables (1,2 %), prairies (0,9 %), milieux à végétation arbustive et/ou herbacée (0,8 %). L'évolution de l’occupation des sols de la commune et de ses infrastructures peut être observée sur les différentes représentations cartographiques du territoire : la carte de Cassini (XVIIIe siècle), la carte d'état-major (1820-1866) et les cartes ou photos aériennes de l'IGN pour la période actuelle (1950 à aujourd'hui).

### Risques majeurs
Le territoire de la commune de l'Honor-de-Cos est vulnérable à différents aléas naturels : météorologiques (tempête, orage, neige, grand froid, canicule ou sécheresse), inondations, feux de forêts, mouvements de terrains et séisme (sismicité très faible). Il est également exposé à deux risques technologiques,  le transport de matières dangereuses et la rupture d'un barrage. Un site publié par le BRGM permet d'évaluer simplement et rapidement les risques d'un bien localisé soit par son adresse soit par le numéro de sa parcelle.

#### Risques naturels
Certaines parties du territoire communal sont susceptibles d’être affectées par le risque d’inondation par débordement de cours d'eau, notamment l'Aveyron. La cartographie des zones inondables en ex-Midi-Pyrénées réalisée dans le cadre du XIe Contrat de plan État-région, visant à informer les citoyens et les décideurs sur le risque d’inondation, est accessible sur le site de la DREAL Occitanie. La commune a été reconnue en état de catastrophe naturelle au titre des dommages causés par les inondations et coulées de boue survenues en 1982, 1993, 1999, 2003 et 2021,.
L'Honor-de-Cos est exposée au risque de feu de forêt du fait de la présence sur son territoire . Le département de Tarn-et-Garonne présentant toutefois globalement un niveau d’aléa moyen à faible très localisé, aucun Plan départemental de protection des forêts contre les risques d’incendie de forêt (PFCIF) n'a été élaboré. Le débroussaillement aux abords des maisons constitue l’une des meilleures protections pour les particuliers contre le feu,.

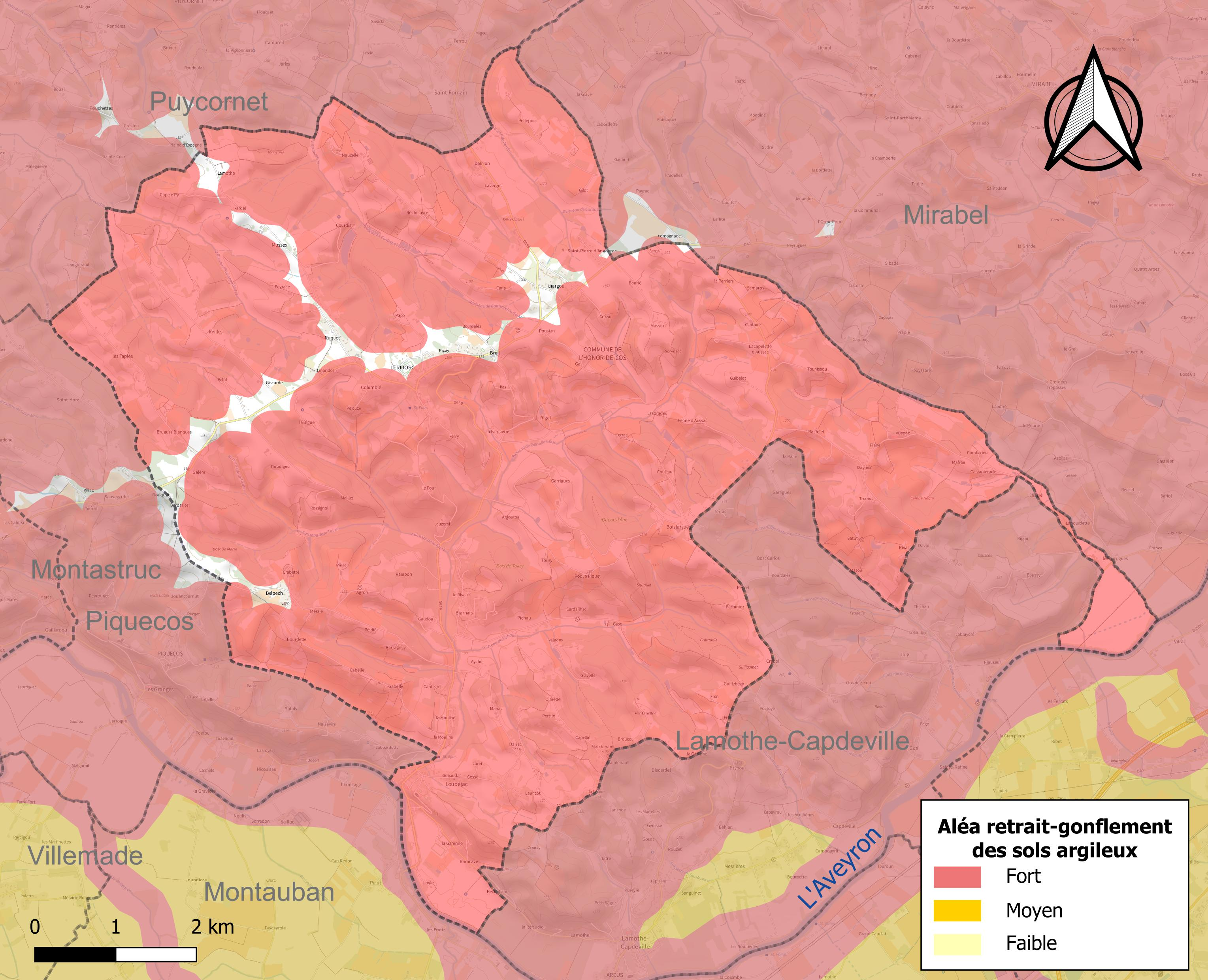
Carte des zones d'aléa retrait-gonflement des sols argileux de l'Honor-de-Cos.

Les mouvements de terrains susceptibles de se produire sur la commune sont des tassements différentiels.
Le retrait-gonflement des sols argileux est susceptible d'engendrer des dommages importants aux bâtiments en cas d’alternance de périodes de sécheresse et de pluie. 95,8 % de la superficie communale est en aléa moyen ou fort (92 % au niveau départemental et 48,5 % au niveau national). Sur les 709 bâtiments dénombrés sur la commune en 2019, 621 sont en aléa moyen ou fort, soit 88 %, à comparer aux 96 % au niveau départemental et 54 % au niveau national. Une cartographie de l'exposition du territoire national au retrait gonflement des sols argileux est disponible sur le site du BRGM,.
Par ailleurs, afin de mieux appréhender le risque d’affaissement de terrain, l'inventaire national des cavités souterraines permet de localiser celles situées sur la commune.
Concernant les mouvements de terrains, la commune a été reconnue en état de catastrophe naturelle au titre des dommages causés par la sécheresse en 1989, 1991, 1992, 1998, 2003, 2008, 2009 et 2011 et par des mouvements de terrain en 1999.

#### Risques technologiques
Le risque de transport de matières dangereuses sur la commune est lié à sa traversée par des infrastructures routières ou ferroviaires importantes ou la présence d'une canalisation de transport d'hydrocarbures. Un accident se produisant sur de telles infrastructures est susceptible d’avoir des effets graves sur les biens, les personnes ou l'environnement, selon la nature du matériau transporté. Des dispositions d’urbanisme peuvent être préconisées en conséquence.
La commune est en outre située en aval du barrage de Pareloup, un ouvrage de classe A dans l'Aveyron sur les rivières Aveyron et Viaur, disposant d'une retenue de 169 millions de mètres cubes. À ce titre elle est susceptible d’être touchée par l’onde de submersion consécutive à la rupture de cet ouvrage.

## Toponymie

### Le nom de la commune
Le terme « cos » signifie[réf. nécessaire] hauteur ou colline dominant l'Aveyron[pas clair].
Par ailleurs, dans la commune de Lamothe-Capdeville, limitrophe au sud de L'Honor-de-Cos, il existe à proximité de l'Aveyron et non loin d'Aussac, un village appelé Cos, dont le nom vient du latin Cossa ou Cosa, mentionné sur la table de Peutinger comme étape sur la voie romaine entre Toulouse (Tolosa) et Cahors (Divona Cadurcorum) et dont les fouilles menées depuis le XIXe siècle ont montré qu'il s'agissait d'une localité gallo-romaine notable, un vicus de la cité des Cadurques.
Le terme « honor » est un mot latin qui signifie « honneur », « charge », « magistrature »[réf. nécessaire], mais qui, au Moyen Âge, peut avoir le sens de « possession territoriale », « domaine noble »[réf. nécessaire].

## Histoire

### Antiquité
Dans l'Antiquité, le site de l'actuelle commune appartient au peuple gaulois des Cadurques, qui devient après la conquête de la Gaule par Jules César (-58/-51), la cité des Cadurques (chef-lieu : Cahors), dans la province de Gaule aquitaine (chef-lieu : Saintes, puis Bordeaux), mais très proche de la cité des Volques Tectosages (chef-lieu : Toulouse), qui fait partie de la province de Gaule narbonnaise, conquise dès -120.
La voie romaine reliant Toulouse à Cahors passe par le vicus de Cossa, situé sur la rivière Aveyron, aujourd'hui simple village de la commune de Lamothe-Capdeville, Cos (à 3 km au sud d'Aussac).

### Moyen Âge

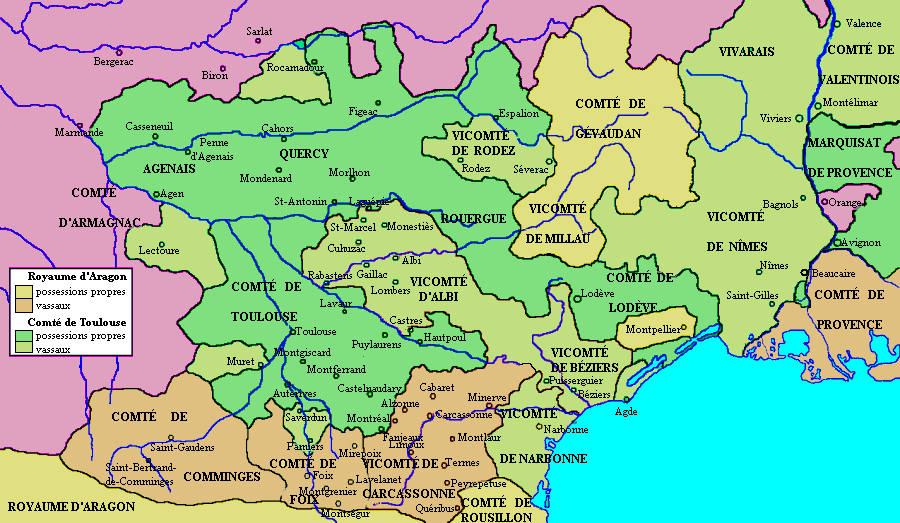
carte de la région au XIIIe siècle

### Époque moderne (1492-1789)
Sous l'Ancien Régime, il existe ici cinq paroisses correspondant aux cinq villages principaux : Léribosc, Saint-Pierre d'Angayrac, Aussac, Loubéjac, Belpech. Ces paroisses relèvent du diocèse de Montauban (créé en 1317) et de la généralité de Montauban (créée en 1635).

### Période de la Révolution et de l'Empire (1789-1815)
Lorsque en 1790, au début de la Révolution française, l'Assemblée nationale constituante instaure le système territorial des communes, des districts et des départements, ces cinq villages/paroisses forment la commune de L'Honor-de-Cos, qui fait partie du district de Montauban (arrondissement de Montauban à partir de 1800) dans le département du Lot (chef-lieu : Cahors).
Le premier maire connu est élu en 1793, c'est-à-dire à une époque où la France est devenue une république (septembre 1792) et est en guerre contre toute l'Europe.
En 1808, sous le Premier Empire, est créé le département de Tarn-et-Garonne, dont Montauban devient chef-lieu.

### Époque contemporaine
La population de la commune est au-dessus de 1500 habitants de 1800 à 1851, avec un maximum de 1593 en 1836. La baisse est ensuite régulière (sauf en 1876) jusqu'en 1954 (1108 hbs) durant la période marquée par l'exode rural. La population remonte ensuite, atteignant en 2021 un niveau légèrement supérieur à celui de 1836 (1606 hbs).
Le 26 février 1950, la commune reçoit[pourquoi ?] la Croix de guerre 1939-1945 avec étoile de bronze des mains du secrétaire d'État aux finances, Lionel de Tinguy du Pouët.

## Politique et administration

### Administration municipale
Le nombre d'habitants au dernier recensement étant compris entre 1 500 et 2 499, le nombre de membres du conseil municipal est de 19.

### Liste des maires
| Période                                  | Période                       | Identité                                | Étiquette | Qualité |
| ---------------------------------------- | ----------------------------- | --------------------------------------- | --------- | ------- |
| Les données manquantes sont à compléter. |                               |                                         |           |         |
| 1793                                     | 1794                          | Bertrand Mayniel-Leplene                |           |         |
| 1794                                     | 1795                          | Pierre Roques                           |           |         |
| juillet 1795                             | septembre 1794                | Vital Benaïs                            |           |         |
| 1795                                     | 1796                          | Jean-Pierre Fraysse                     |           |         |
| 1796                                     | 1801                          | Jean Marty                              |           |         |
| 1801                                     | 1816                          | Antoine Daïche                          |           |         |
| 1816                                     | 1821                          | Jean-Louis Morin                        |           |         |
| 1821                                     | 1824                          | Jean Sennoe                             |           |         |
| 1824                                     | 1826                          | Jean Pelet                              |           |         |
| 1826                                     | 1830                          | Armand de Cruzy de Loubejac             |           |         |
| 1830                                     | 1833                          | Pierre Dagrand                          |           |         |
| 1833                                     | 1838                          | Jean Paisseran-Dizel                    |           |         |
| 1838                                     | 1850                          | Antoine Daubas                          |           |         |
| 1850                                     | 1863                          | Baptiste Marcellin Garrisson d'Estilhac |           |         |
| 1863                                     | 1870                          | Pierre Etienne Jacques Druy             |           |         |
| 1870                                     | 1871                          | Pierre Vergnes                          |           |         |
| 1871                                     | 1881                          | Pierre Etienne Jacques Druy             |           |         |
| 1881                                     | 1884                          | Jean Ferrieres                          |           |         |
| 1884                                     | 1888                          | Jean-Baptiste Benoit Tissendie          |           |         |
| 1888                                     | 1900                          | Jean Pierre Brousse                     |           |         |
| mai 1900                                 | juillet 1900                  | Arnaud Sentis                           |           |         |
| 1900                                     | 1903                          | Pierre Vergnes                          |           |         |
| 1903                                     | 1918                          | Gabriel de Bellerive                    |           |         |
| 1918                                     | 1935                          | Louis Eugène Baraire                    |           |         |
| 1935                                     | 1944                          | Philibert Baraire                       |           |         |
| octobre 1944                             | avril 1945                    | Gaston Brousse                          |           |         |
| mai 1945                                 | 1959                          | Philibert Baraire                       |           |         |
| 1959                                     | 1964                          | Elie Delpech                            |           |         |
| 1965                                     | 1983                          | Roger Lamolinairie                      |           |         |
| 1983                                     | 2008                          | Charles Mounié                          |           |         |
| mars 2008                                | En cours (au 27 février 2015) | Michel Lamolinairie                     | DVD       |         |

## Démographie
Les habitants de la commune sont appelés les Honorois.
L'évolution du nombre d'habitants est connue à travers les recensements de la population effectués dans la commune depuis 1793. Pour les communes de moins de 10 000 habitants, une enquête de recensement portant sur toute la population est réalisée tous les cinq ans, les populations de référence des années intermédiaires étant quant à elles estimées par interpolation ou extrapolation. Pour la commune, le premier recensement exhaustif entrant dans le cadre du nouveau dispositif a été réalisé en 2007.

En 2022, la commune comptait 1 608 habitants, en évolution de +2,55 % par rapport à 2016 (Tarn-et-Garonne : +3,12 %, France hors Mayotte : +2,11 %).
| 1793  | 1800  | 1806  | 1821  | 1831  | 1836  | 1841  | 1846  | 1851  |
| ----- | ----- | ----- | ----- | ----- | ----- | ----- | ----- | ----- |
| 1 457 | 1 570 | 1 537 | 1 577 | 1 535 | 1 593 | 1 511 | 1 513 | 1 503 |

| 1856  | 1861  | 1866  | 1872  | 1876  | 1881  | 1886  | 1891  | 1896  |
| ----- | ----- | ----- | ----- | ----- | ----- | ----- | ----- | ----- |
| 1 453 | 1 457 | 1 445 | 1 454 | 1 524 | 1 348 | 1 360 | 1 317 | 1 287 |

| 1901  | 1906  | 1911  | 1921  | 1926  | 1931  | 1936  | 1946  | 1954  |
| ----- | ----- | ----- | ----- | ----- | ----- | ----- | ----- | ----- |
| 1 241 | 1 213 | 1 165 | 1 070 | 1 132 | 1 120 | 1 104 | 1 092 | 1 068 |

| 1962  | 1968  | 1975  | 1982  | 1990  | 1999  | 2006  | 2007  | 2012  |
| ----- | ----- | ----- | ----- | ----- | ----- | ----- | ----- | ----- |
| 1 129 | 1 124 | 1 153 | 1 314 | 1 301 | 1 329 | 1 520 | 1 547 | 1 551 |

| 2017  | 2022  | - | - | - | - | - | - | - |
| ----- | ----- | - | - | - | - | - | - | - |
| 1 577 | 1 608 | - | - | - | - | - | - | - |

## Économie

### Revenus
En 2018, la commune compte 652 ménages fiscaux, regroupant 1 604 personnes. La médiane du revenu disponible par unité de consommation est de 20 940 € (20 140 € dans le département).

### Emploi
|                | 2008  | 2013   | 2018   |
| -------------- | ----- | ------ | ------ |
| Commune        | 5,1 % | 7,9 %  | 7,8 %  |
| Département    | 8,4 % | 10,2 % | 10,3 % |
| France entière | 8,3 % | 10 %   | 10 %   |

En 2018, la population âgée de 15 à 64 ans s'élève à 973 personnes, parmi lesquelles on compte 75,1 % d'actifs (67,3 % ayant un emploi et 7,8 % de chômeurs) et 24,9 % d'inactifs,. Depuis 2008, le taux de chômage communal (au sens du recensement) des 15-64 ans est inférieur à celui de la France et du département.
La commune fait partie de la couronne de l'aire d'attraction de Montauban, du fait qu'au moins 15 % des actifs travaillent dans le pôle,. Elle compte 216 emplois en 2018, contre 194 en 2013 et 218 en 2008. Le nombre d'actifs ayant un emploi résidant dans la commune est de 663, soit un indicateur de concentration d'emploi de 32,6 % et un taux d'activité parmi les 15 ans ou plus de 55,4 %.
Sur ces 663 actifs de 15 ans ou plus ayant un emploi, 150 travaillent dans la commune, soit 23 % des habitants. Pour se rendre au travail, 87,8 % des habitants utilisent un véhicule personnel ou de fonction à quatre roues, 0,6 % les transports en commun, 6 % s'y rendent en deux-roues, à vélo ou à pied et 5,7 % n'ont pas besoin de transport (travail au domicile).

### Activités hors agriculture

#### Secteurs d'activités
93 établissements sont implantés  à l'Honor-de-Cos au 31 décembre 2019. Le tableau ci-dessous en détaille le nombre par secteur d'activité et compare les ratios avec ceux du département,.
| Secteur d'activité                                                                                        | Commune | Commune | Département |
| Secteur d'activité                                                                                        | Nombre  | %       | %           |
| --- | ------- | ------- | ----------- |
| Ensemble                                                                                                  | 93      | 100 %   | (100 %)     |
| Industrie manufacturière, industries extractives et autres                                                | 15      | 16,1 %  | (9,6 %)     |
| Construction                                                                                              | 18      | 19,4 %  | (14,9 %)    |
| Commerce de gros et de détail, transports, hébergement et restauration                                    | 21      | 22,6 %  | (29,7 %)    |
| Information et communication                                                                              | 3       | 3,2 %   | (1,9 %)     |
| Activités financières et d'assurance                                                                      | 3       | 3,2 %   | (3,4 %)     |
| Activités immobilières                                                                                    | 3       | 3,2 %   | (3,3 %)     |
| Activités spécialisées, scientifiques et techniques et activités de services administratifs et de soutien | 10      | 10,8 %  | (14,1 %)    |
| Administration publique, enseignement, santé humaine et action sociale                                    | 12      | 12,9 %  | (13,6 %)    |
| Autres activités de services                                                                              | 8       | 8,6 %   | (9,3 %)     |

Le secteur du commerce de gros et de détail, des transports, de l'hébergement et de la restauration est prépondérant sur la commune puisqu'il représente 22,6 % du nombre total d'établissements de la commune (21 sur les 93 entreprises implantées  à l'L'Honor-de-Cos), contre 29,7 % au niveau départemental.

#### Entreprises et commerces
Les cinq entreprises ayant leur siège social sur le territoire communal qui génèrent le plus de chiffre d'affaires en 2020 sont : 
- Garage De L'honor, entretien et réparation de véhicules automobiles légers (1 462 k€)
- SARL Des Coteaux, commerce de gros (commerce interentreprises) de fruits et légumes (1 233 k€)
- Castro Enduits, autres travaux de finition (173 k€)
- Periwinkle, programmation informatique (147 k€)
- Rouchy Menuiseries, travaux de menuiserie bois et PVC (69 k€)

### Agriculture
La commune est dans le « Bas-Quercy de Montpezat », une petite région agricole couvrant une bande nord  du département de Tarn-et-Garonne. En 2020, l'orientation technico-économique de l'agriculture  sur la commune est la culture de fruits ou d'autres cultures permanentes. 
|               | 1988  | 2000  | 2010  | 2020 |
| ------------- | ----- | ----- | ----- | ---- |
| Exploitations | 117   | 94    | 63    | 48   |
| SAU (ha)      | 1 616 | 1 505 | 1 177 | 872  |

Le nombre d'exploitations agricoles en activité et ayant leur siège dans la commune est passé de 117 lors du recensement agricole de 1988  à 94 en 2000 puis à 63 en 2010 et enfin à 48 en 2020, soit une baisse de 59 % en 32 ans. Le même mouvement est observé à l'échelle du département qui a perdu pendant cette période 57 % de ses exploitations,. La surface agricole utilisée sur la commune a également diminué, passant de 1 616 ha en 1988 à 872 ha en 2020. Parallèlement la surface agricole utilisée moyenne par exploitation a augmenté, passant de 14 à 18 ha.

## Culture locale et patrimoine

### Lieux et monuments
Au sud du hameau de Léribosc fut érigé un château féodal dont on ne trouve plus de traces de nos jours. Ce château fut notamment occupé par François de Gautier de Savignac vers 1609 (qui épousa Suzanne de Mondenard en 1600) et Hugues de Lacombe, seigneur de Léribosc et capitaine au régiment du Vigan vers 1658[réf. souhaitée].
La commune héberge également un verger conservatoire. Le verger conservatoire de l'Honor-de-Cos constitue non seulement un lieu de conservation de dizaines de variétés anciennes de pommiers, poiriers, pêchers, pruniers, cerisiers du Sud-Ouest, mais c'est également un lieu d'expérimentation en matière d'arboriculture.

#### Patrimoine religieux
- Église Notre-Dame-de-la-Nativité de Loubéjac.
- Église Saint-Étienne de Léribosc. L'édifice est référencé dans la base Mérimée et à l'Inventaire général Région Occitanie[52]. Plusieurs objets sont référencés dans la base Palissy[52].
- Église de l'Assomption de Belpech ou Chapelle Orthodoxe de Belpech. L'édifice est référencé dans la base Mérimée et à l'Inventaire général Région Occitanie[53]. Un tableau est référencé dans la base Palissy[53]. L'église de Belpech est partagée avec une communauté orthodoxe[54].
- Église Saint-Pierre-ès-Liens de Saint-Pierre d'Angayrac. L'édifice est référencé dans la base Mérimée et à l'Inventaire général Région Occitanie[55]. Plusieurs objets sont référencés dans la base Palissy[55].
- Église Saint-Saturnin d'Aussac. L'édifice est référencé dans la base Mérimée et à l'Inventaire général Région Occitanie[56]. Plusieurs objets sont référencés dans la base Palissy[56].

### Personnalités liées à la commune
- Jean-Paul Dekiss, écrivain et cinéaste, y gère l'association littéraire La Ferme-des-Lettres.
- Alexandre Glasberg devint l'abbé Corvin en 1943 à Léribosc, envoyé par Pierre-Marie Théas l'évêque de Montauban.
- Jean Réal, écrivain et cinéaste, a vécu sur la commune de 1999 à 2010[57].
- Adrien Laplace (homme politique), député (1951-1955) et sénateur (1958-1977) a habité au hameau d'Aussac.
- Jean Castela, poète occitaniste, instituteur et meunier, a habité au hameau de Loubéjac.

## Pour approfondir